# Boulevard de l'indépendance (Libreville)
Le boulevard de l'indépendance est un boulevard de Libreville au Gabon.

## Description
Le boulevard dessert le port de Libreville et il est bordé par de nombreux bâtiments : Université africaine des sciences, Cathédrale Notre-Dame-de-l'Assomption, Total Gabon, Hall de Gabon, Agence française de développement, Ancien Gouvernorat.